# Eberhard I. (Eppstein)
Eberhard I. von Eppstein (* etwa 1337 in Eppstein; † zwischen dem 28. Mai 1391 und 16. Oktober 1391) war ein Adliger der jüngeren Linie des Hauses Eppstein. Die Eppsteiner, denen im Spätmittelalter der Aufbau einer der bedeutendsten Adelsherrschaften in Hessen gelang und die bereits um 1200 reich begütert in Spessart, Taunus und Wetterau waren, waren als Herren hochadlig und stellten im 13. Jahrhundert gleich vier Mainzer Erzbischöfe und Kurfürsten.

## Leben
Eberhard I. von Eppstein war der Sohn von Gottfried V. von Eppstein und dessen Frau Liutgard von Breuberg.
Er war mit folgenden Frauen verheiratet:
- Agnes von Nassau (Heirat im Jahr 1347[3][7][4][8], eine Tochter von Adolf I. von Nassau-Wiesbaden-Idstein)
- Isengard von Ziegenhain (Heirat im Jahr 1356[9][3], eine Tochter von Gottfried VII von Ziegenhain)
- Luitgard von Falkenstein (Heirat nach 1376)[3][10]

Mit seinen Ehefrauen hatte er folgende Kinder:
- aus der Ehe mit Agnes von Nassau:
  - Johann von Eppstein  (* unbekannt, † nach 1418):[6] Geistlicher, zwischen 1417 und 1418 Domherr im Erzstift Trier[11]
  - Elisabeth von Eppstein (* unbekannt, † 1422): verheiratet mit Philipp VIII., Herr von Falkenstein & zu Münzenberg (Hochzeit vor dem 16. Oktober 1380)[6]
  - Eberhard von Eppstein (* unbekannt, † 23. April 1382)[10]
- aus der Ehe mit Luitgard von Falkenstein:
  - Gottfried VII. von Eppstein (* unbekannt, † 28. Februar 1437)
  - Eberhard II. von Eppstein-Königstein[12][6] (*  ca. 1380, † zwischen dem 8. Januar 1443 und dem 13. Juli 1443)

Eberhard I. begründete durch seine dritte Ehe mit Luitgard von Falkenstein den Anspruch auf die Falkensteiner Erbschaft, aus der seinen Söhnen (Gottfried VII. und Eberhard II. von Eppstein-Königstein) 1419 das „Butzbacher Drittel“, darunter Königstein und Kransberg, zufiel.